# Jean Batten

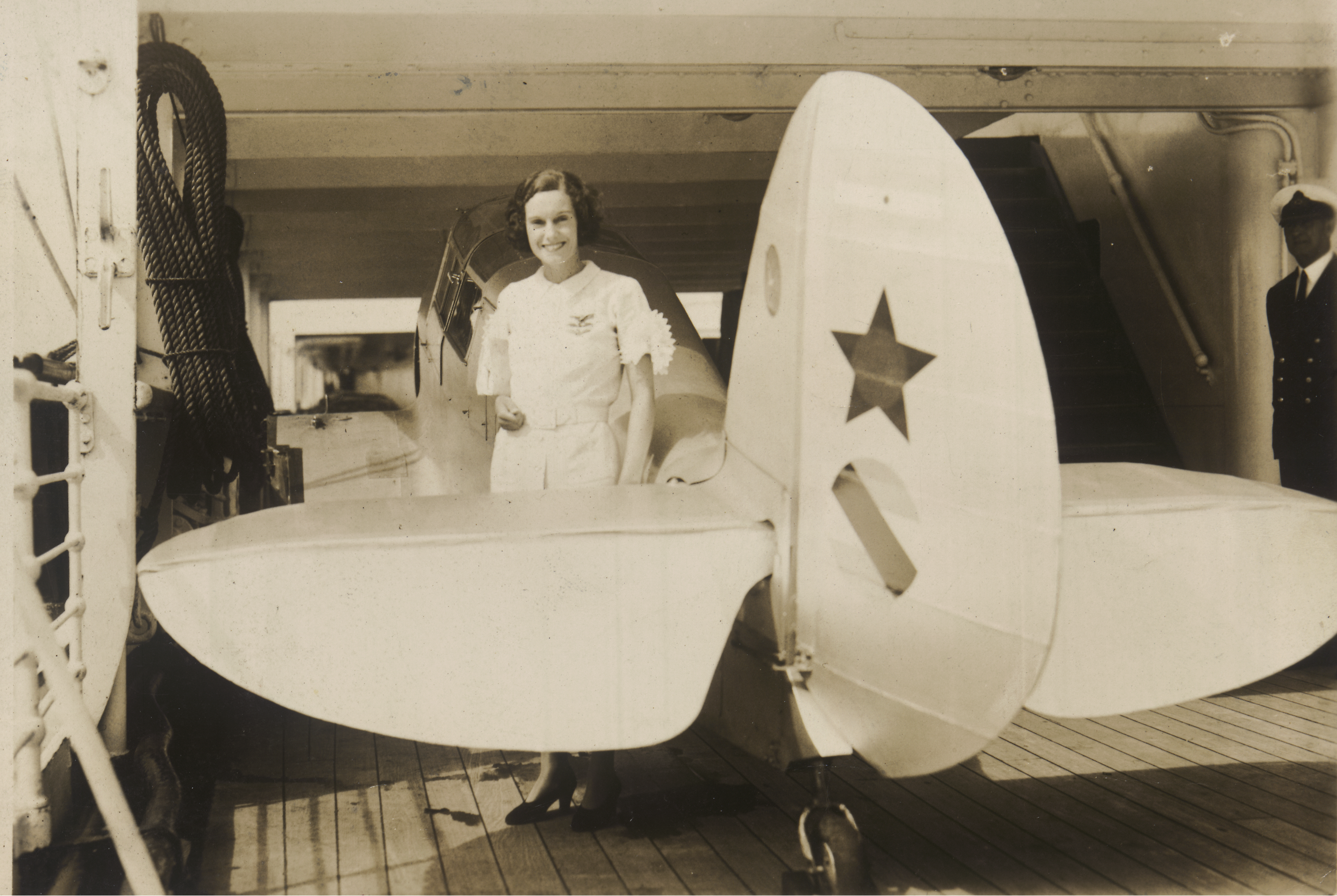
Jean Batten com seu avião

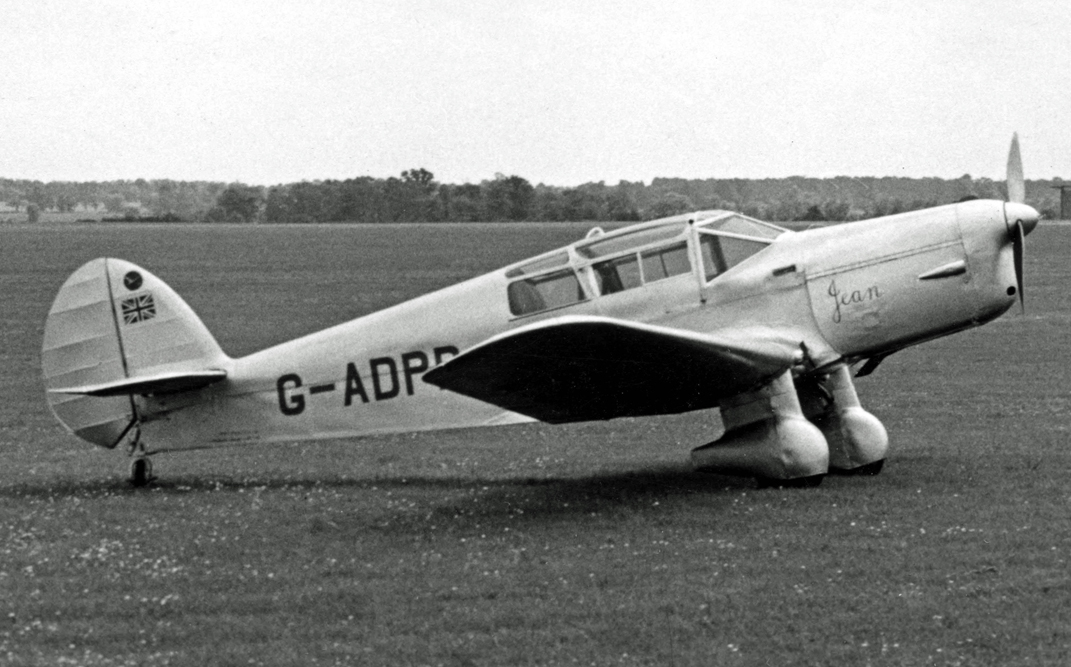
O Percival Gull Six de Jean Batten num encontro aéreo em Coventry em 1954. O nome do aparelho, Jean, figura no capot do motor.

Jean Gardner Batten CBE OCS (Rotorua, 15 de setembro de 1909 - Palma, 22 de novembro de 1982) foi uma aviadora neozelandesa. Nascida em Rotorua, ela se tornou a personalidade neozelandesa mais conhecida da década de 1930, a nível internacional, devido ao recorde de número de voos individuais em todo o mundo. Foi ela que, em 1936, fez o primeiro voo de solo a solo de sempre entre a Inglaterra e a Nova Zelândia.

## Biografia
Jean Batten era filha de um cirurgião dentista e de uma mãe que a apoiava na carreira de piloto de aviação. Em 1924 foi inscrita numa escola para meninas de Remuera em Auckland. onde estudou ballet e piano. Embora fosse pianista dotada, aos 18 anos quis tornar-se piloto de aviação, inspirada pelo australiano Charles Kingsford Smith que a levou a voar no seu avião Southern Cross. Em 1929 chega a Inglaterra com a mãe para integrar o London Aeroplane Club. Faz o seu primeiro voo a solo em 1930 e obtém a licença de piloto privado e a licença de piloto comercial antes de 1932, com 500 libras emprestadas por Fred Truman, um piloto neozelandês da Royal Air Force, pois precisava financiar as 100 horas de voo exigidas. Pediu depois 400 libras a Victor Dorée para comprar um biplano Gipsy Moth.
Jean Batten fez duas tentativas sem êxito para bater o tempo de Amy Johnson para chegar à Austrália. Em abril de 1933 foi atingida por duas tempestades de area antes de o motor avariar e o aparelho ficar danificado. Aterrou de emergência perto de Karachi. De regresso a Londres, não parou de persuadir Dorée de lhe comprar outro avião e vira-se para a companhia petrolífera Castrol, que lhe compra um Gipsy Moth de ocasião por 240 £. Faz outra tentativa em abril de 1934, mas o carburante avaria de noite perto de Roma. Aterra de emergência, o avião é reparado, regressa a Londres e tenta uma terceira vez, agora com as asas inferiores do aparelho do seu noivo Edward Walte.
Em maio de 1934 Jean Batten liga com êxito a Inglaterra (aeródromo de Lympne) à Austrália (Port Darwin) a bordo do seu Gipsy Moth. A viagem dura 14 dias e 22 horas e bate por mais de quatro dias o recorde anterior da aviadora inglesa Amy Johnson. Pela proeza e pelos voos seguintes que bateriam outros recordes, o Harmon Trophy é-lhe atribuído três vezes seguidas de 1935 a 1937. Faz contrato com a Castrol. O livro de Batten sobre a viagem, Solo Flight, é publicado pela Jackson and O'Sullivan Ltd em 1934. Jean segue de barco para a Nova Zelândia com o Gipsy Moth (que não podia voar além do mar de Tasman) e faz um périplo aéreo de seis semanas antes de regressar a Inglaterra.
Jean Batten passou a viver em vários locais por todo o mundo com a sua mãe até à morte desta em 1965. Em 1977 foi a convidada de honra na inauguração do pavilhão dos pioneiros da aviação no Museu de Transportes e Tecnologia de Auckland, após a qual regressou à sua casa em Espanha.
Em 1982 Batten foi mordida por um cão, na ilha de Maiorca, no entanto recusou receber tratamento. Faleceu sozinha em um hotel em Maiorca, devido a infeções ocasionadas pela mordedura de cão e foi sepultada em uma cova anônima. Por um erro burocrático, parentes e o mundo só souberam de sua morte em setembro de 1987.